# りんくうプレミアム・アウトレット

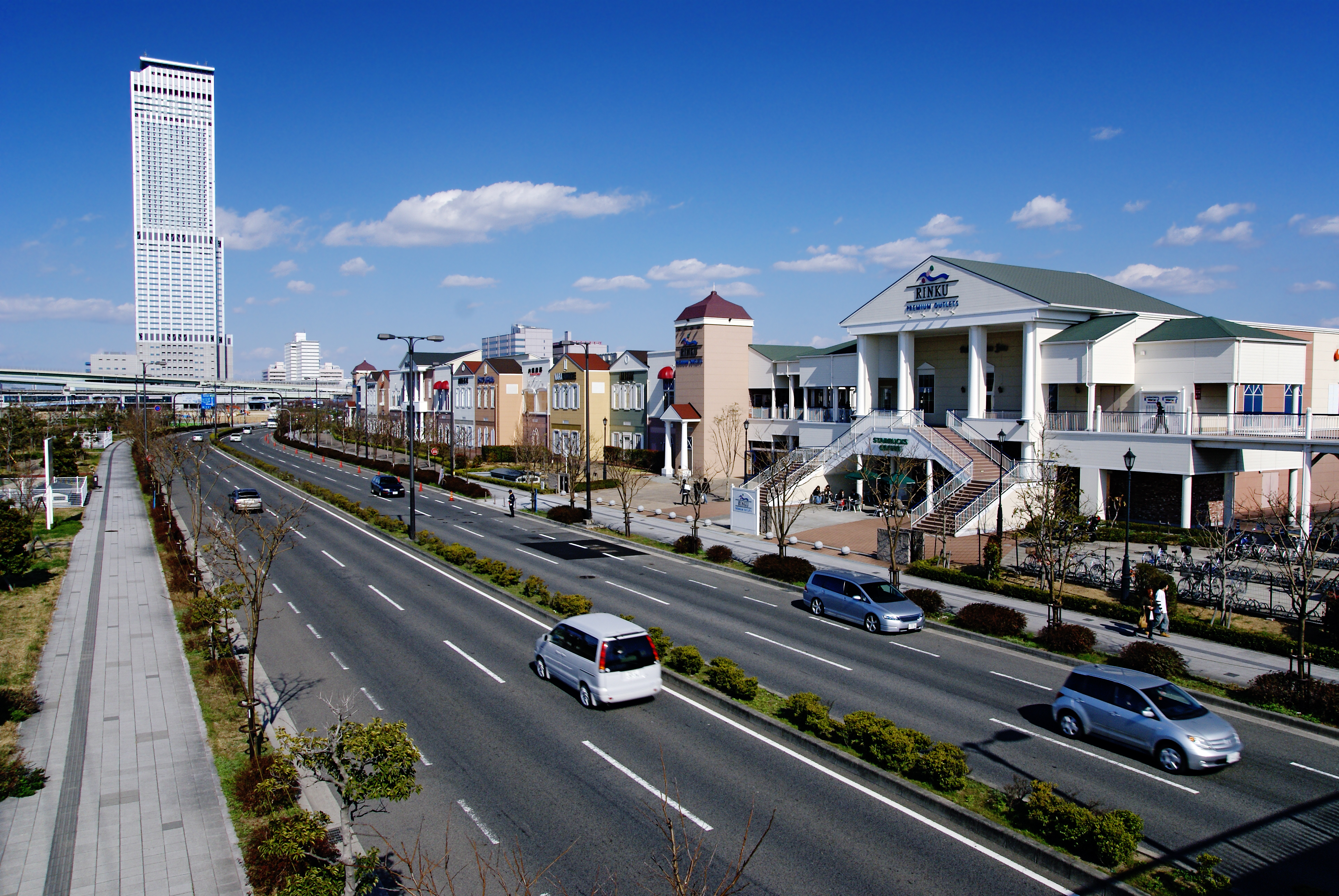
りんくうゲートタワービルの南に位置するりんくうプレミアム・アウトレット

りんくうプレミアム・アウトレット（英文名称：Rinku Premium Outlets）は、大阪府泉佐野市に所在するアウトレットモールである。

## 概要
2000年（平成12年）11月23日に開業。三菱地所グループの三菱地所・サイモンが運営している。
2002年（平成14年）3月8日に第2期増設、2004年（平成16年）12月3日に第3期増設、2012年（平成24年）7月12日に第4期増設が行われて、神戸三田プレミアム・アウトレットと並ぶ関西2大アウトレットモールの一つとなった。
外観は、チャールストン（米国南部の港町）をイメージして造られている。年間来客者数は約500万人。
関西国際空港の対岸に位置するりんくうタウンの一角にあり、三菱地所・サイモンが運営する施設の中で海外客の利用が最も多い。そのため、関空からシャトルバスが運行されており、また、関空でのトランジット客向けツアーも催行されている。
2013年（平成25年）10月にはイスラム教徒向けの礼拝室を設置するなどイスラム系の外国人客への対応も強化している。
2020年（令和2年）8月12日に第5期増設が行われ、西日本最大のアウトレットモールになる予定である。

## 交通アクセス
- 自動車
  - 阪神高速4号湾岸線 泉佐野南出入口
  - 関西空港自動車道 泉佐野IC
- 鉄道
  - 西日本旅客鉄道（JR西日本）関西空港線・南海電鉄空港線 りんくうタウン駅下車、徒歩約6分
- バス
  - 金剛・泉ヶ丘・和泉中央 - 関西国際空港線（南海バス）、徳島 - 関西国際空港線（関西空港交通・南海バス・徳島バス・本四海峡バス）の一部便が「りんくうプレミアム・アウトレット前」を経由。
  - 関西国際空港から、スカイシャトルバス[10]

イベント開催時は大阪梅田から「りんくうプレミアム・アウトレット号（直行ショッピングバス）」（阪急観光バス）が運転されることがあった（「阪急観光バス#プレミアムアウトレットシャトルバス（主催旅行）」を参照）。

## 周辺施設
- SiSりんくうタワー
- りんくうプレジャータウンSEACLE
- りんくう公園
- イオンモールりんくう泉南
- 田尻歴史館
- 泉南りんくう公園（SENNAN LONG PARK）